# Lunz am See
Lunz am See é um município da Áustria localizado no distrito de Scheibbs, no estado de Baixa Áustria.

## Conselho Municipial
- ÖVP 11
- SPÖ 10